# Кастанаян, Елизавета Григорьевна
Елизавета Григорьевна Кастанаян (Кастанаева) (1910—1991) — советская учёная-археолог, кандидат исторических наук.
Автор ряда научных работ.

## Биография
Родилась в Нахичевани-на-Дону 29 декабря 1910 года; её отец был врачом-гинекологом, мать — домохозяйкой.
В начале 1910-х годов семья переехала в Петербург. Во время Гражданской войны Елизавета находилась в Ростове-на-Дону у родственников. Среднюю школу окончила в Ленинграде в 1927 году и в следующем году поступила на Высшие государственные курсы искусствоведения при Институте истории искусств. В 1929 году перевелась на историко-лингвистический факультет Ленинградского государственного университета, где училась на отделении истории материальной культуры. В 1930 году этот факультет был преобразован в Ленинградский историко-лингвистический институт (ЛИЛИ), который Елизавета Кастанаян окончила по музейно-краеведческому отделу, специализируясь на античной археологии.
Обучение в ЛИЛИ окончила в марте 1932 года, получив специальность преподавателя вуза и втуза в области истории. Участвовала в кампании по ликвидации неграмотности в СССР. По окончании вуза была принята в Государственную академию истории материальной культуры (ГАИМК) на должность научно-технического сотрудника, а в сентябре 1935 года поступила в аспирантуру. В 1937 году ГАИМК был реорганизован в ИИМК Академии наук СССР, в связи с чем все аспиранты были отчислены с 1 января 1938 года, и Елизавету Кастанаян приняли во вновь образованный институт в сектор Древнего Причерноморья на должность научно-технического сотрудника.
С января 1939 года Е. Г. Кастанаян выполняла обязанности ученого секретаря сектора Древнего Причерноморья, оставаясь на этой должности более четверти века. Во время Великой Отечественной войны оставалась жить и работать в блокадном Ленинграде, потеряв мужа и ребёнка. 15 апреля 1942 года была переведена на должность младшего научного сотрудника, а с 18 апреля на неё были возложены обязанности заведующего Камеральной мастерской института.
В мае 1947 года была принята в ВКП(б)/КПСС. Занималась общественной деятельностью: избиралась в партбюро института и была депутатом Дзержинского районного совета депутатов трудящихся города Ленингpадa. После войны выезжала в археологические экспедиции: Боспорская экспедиция, Волго-Донская археологическая и Фанагорийская экспедиции. В 1957 году она была начальником отряда советско-польской Боспорской экспедиции, В 1959 году была направлена на раскопки в Албанию, где проработала два сезона в составе советско-албанской археологической экспедиции.
В 1967 году Е. Г. Кастанаян защитила кандидатскую диссертацию по теме «Лепная керамика боспорских городов (Этнические и культурные связи Боспорского царства по керамическим данным)». В 1976—1979 и в 1982—1986 годах занимала пост заведующего Группой античной археологии ЛОИА Академии наук СССР. В июне 1986 года оставила эту должность и уволилась из института в связи с выходом на пенсию.
Умерла 16 февраля 1991 года в Ленинграде.
Была награждена медалями «За оборону Ленинграда» (1943), «За трудовую доблесть» (1944), «За доблестный труд в Великой Отечественной войне» (1946), «В память 250-летия Ленинграда» (1953), «За трудовое отличие» (1954) и «Ветеран труда» (1978).